# Zathureczky Emília
Zathureczky Emilia (Cserey Jánosné) (Olasztelek, 1823. október 21. – Imecsfalva, 1905. november 5.) a Székely Nemzeti Múzeum alapítója.

## Életpályája
Az 1848–49-es forradalom és szabadságharc idején pénzt, ékszereket adott a honvédségnek, zászlószalagot hímzett, tépést készített. A szabadságharc után harcosokat rejtegetett, menekülésüket segítette. 1875-ben Vasady Nagy Gyulával megalapította a sepsiszentgyörgyi Székely Nemzeti Múzeumot. 1876-ban az árvízkárosultak javára állított ki. 1878–1879 között a sepsiszentgyörgyi Jótékony Nőegylet alapító elnöke volt. Ez a Nőegylet tartotta fenn 1886–1897 között a Háromszék megyei szegénymenházat. A Cserey Múzeum anyagát a Székely Mikó Főiskolában (1879–1913) helyezték el.

## Családja
Szülei Zaturcsai Zathureczky István (1795–1875) és Tasnádi Nagy Juliánna (1799–1878) voltak. Tasnádi Nagy Gyula nyelvész-történész rokona. Öccse, Zathureczky Károly (1832–1889) éremgyűjtő volt. 1841-ben házasságot kötött Cserey János (1817–1875) egyházi gondnokkal. 1875-ben özvegy lett. Hat gyermekük született: Balázs (1844–1869), Gizella (1848–1850), István (1849–1860), Ákos (1856–1905) megyebizottsági tag, Gyula (1857–1883) és Mihály (1865–1872).